# Ardwick
Ardwick är en del av Manchester i distriktet City of Manchester, i grevskapet Greater Manchester, i Nordvästra England, cirka 1,5 kilometer från centrala Manchester.

## Historia
Byn Ardwick kan spåras till 1282, då den kallades Atherdwic och låg vid vägen mellan Manchester och Stockport. Under medeltiden var den en självständig stad i Manchesters församling. Den blev en del av Manchester borough vid dess bildande 1838. Den historiska gränsen mellan Ardwick och Manchester var floden Medlock.
Tidigt på 1800-talet hade Ardwick växt från att vara en by till en trivsam och välmående förort till Manchester, i slutet av århundradet hade den blivit kraftigt industrialiserad. När tiderna för industrierna blev sämre så följde Ardwick efter och blev en av stadens mest eftersatta områden. På senare tid har Ardwick och andra områden i östra Manchester vänt den nedåtgående trenden, bland annat genom byggandet av flera anläggningar inför Samväldesspelen 2002 som hölls här.
I slutet av 1800-talet hade Ardwick många underhållningsplatser, men den enda som finns kvar idag är Manchester Apollo, en arena för musikkonserter.
Ardwick var en civil parish 1866–1896 när blev den en del av South Manchester. Civil parish hade 35 021 invånare år 1891.

### Före den industriella revolutionen
Före den industriella revolutionen var Ardwick en liten by på landsbygden strax utanför Manchester. De mest inflytelsefulla invånarna var familjen Birch, där en var generalmajor när Oliver Cromwell under en kort tid införde direkt militärt styre.
En Samuel Birch lät uppföra ett mindre kapell åt St. Thomas, som invigdes 1741. Denna växte snart till en fin georgiansk kyrka, som utökades med ett torn i tegel på 1830-talet. Kyrkan innehöll en ovanlig orgel och var minneskapell för de döda under första världskriget. Dessa är nu borttagna och kyrkan används idag som kontor åt frivilligorganisationer.
Tidiga invånare infattade Sir Robert Peels familj. 
Kyrkogården grundades på 1830-talet som en prestigefylld plats för fashionabla begravningar, John Dalton begravdes här. Kyrkogården har sedan dess gjorts om till skolgård.

### Industriella revolutionen
Under 1800-talet industrialiserades Ardwick kraftigt och präglades av fabriker, järnvägar och täta rader av hus.
Järnvägsstationen i Ardwick ligger där Manchester and Birmingham Railway, senare the London and North Western Railway och linjen till Sheffield möts. Järnvägsbron över Hyde Road var känd av äldre invånare som "Fenian Arch". Den 18 september 1867 var det platsen för en attack mot en fängelsevagn som transporterade två fenierfångar till det tidigare Belle Vuefängelset och en polisman dödades. Tre av förövarna fångades och hängdes offentligt, de så kallade Manchestermartyrerna.